# Afrontacavadors
L'afrontacavadors o apagafoc entre altres noms comuns(Plantago sempervirens, sinònim Plantago cynops) és l'única espècie del gènere Plantago que té un hàbit arbustiu i pertany a la família de les plantaginàcies. També rep el nom d'herba pucera, matafoc o plantatge de matafoc. El nom científic plantago, prové del llatí, que és el nom d'aquesta planta; i sempervirens, que significa "que sempre és verd".

## Morfologia
Mesura fins a 40 cm d'alçada, té les tiges ramificades, retortes, pubescents, fulloses. Les tiges són del color de la palla o d'un bru clar. Les fulles són linears, de color verd fosc d'1 a 2 cm de llargada.
La floració té lloc entre els mesos d'abril i agost. Les flors són petites amb la corol·la membranosa, formada per 4 pètals soldats només per la base, formant un tub molt curt, amb 4 estams inserits al tub de la corol·la, que sobresurten. Les flors s'ajunten en inflorescències en forma d'espiga ovalada.

## Distribució i hàbitat
La seva distribució és latemediterrània, és a dir, que depassa la zona de la conca mediterrània. Viu en llocs secs i pedregosos, en els Països Catalans fins als 1.900 metres d'altitud, excepte a les Balears.